# منطقه غیرنظامی کره
منطقه غیرنظامی یا خلع سلاح‌شده کره (مخفف انگلیسی: DMZ)(به کره‌ای: 한반도 비무장지대) یک نوار مرزیست که شبه جزیره کره را به دو قسمت تقسیم می‌کند و نقش حائل را میان دو کشور کره‌ی شمالی و کره‌ی جنوبی دارد. این منطقه که از سال ۱۹۵۳ میلادی و در پایان جنگ سه‌ساله‌ی کره به وجود آمده است، علی‌رغم نامش یکی از نظامی‌ترین مناطق دنیاست.
این منطقه، نواری به طول ۲۵۰ کیلومتر و عرض حدود چهار کیلومتر است که دو کره را از هم جدا کرده است. درون این منطقه هیچ گونه تاسیسات نظامی وجود ندارد، اما دو سوی این منطقه یکی از نظامی‌ترین نقاط جهان است.
دو کشور کره شمالی و جنوبی هرگز به طور رسمی با هم صلح نکرده‌اند و در واقع هنوز با هم در حال جنگ هستند.

## منطقه مشترک امنیتی

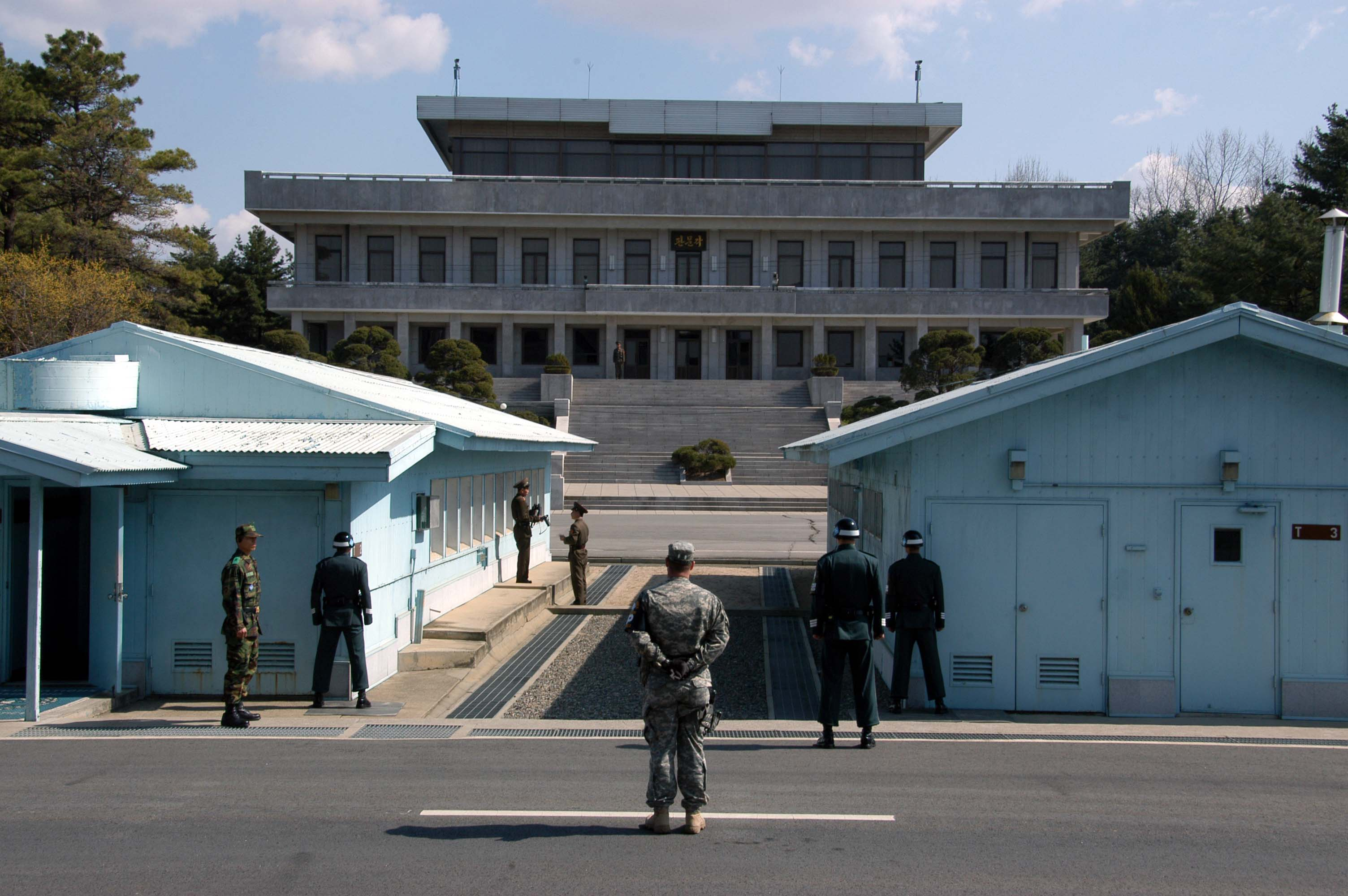
منطقه مشترک امنیتی پانمونجوم

«منطقه مشترک امنیتی» بخشی از منطقه غیرنظامی میان دو کشور است که در دهکده پانمونجوم قرار دارد و هر از گاهی مذاکراتی در آن‌جا برگزار می‌شود و در زمانی که روابط میان دو کشور پرتنش نیست، توریست‌ها می‌توانند از بخش جنوبی این منطقه بازدید کنند.
دونالد ترامپ، رئیس جمهوری آمریکا روز یکشنبه، ۳۰ ژوئن ۲۰۱۹، برای دقایقی با حضور در منطقه غیرنظامی بین دو کره با کیم جونگ اون، رهبر کره شمالی دیدار کرد. ترامپ اولین رئیس جمهور آمریکا است که هنگام زمامداری خود به خاک کره شمالی قدم گذاشته است.

## نگارخانه

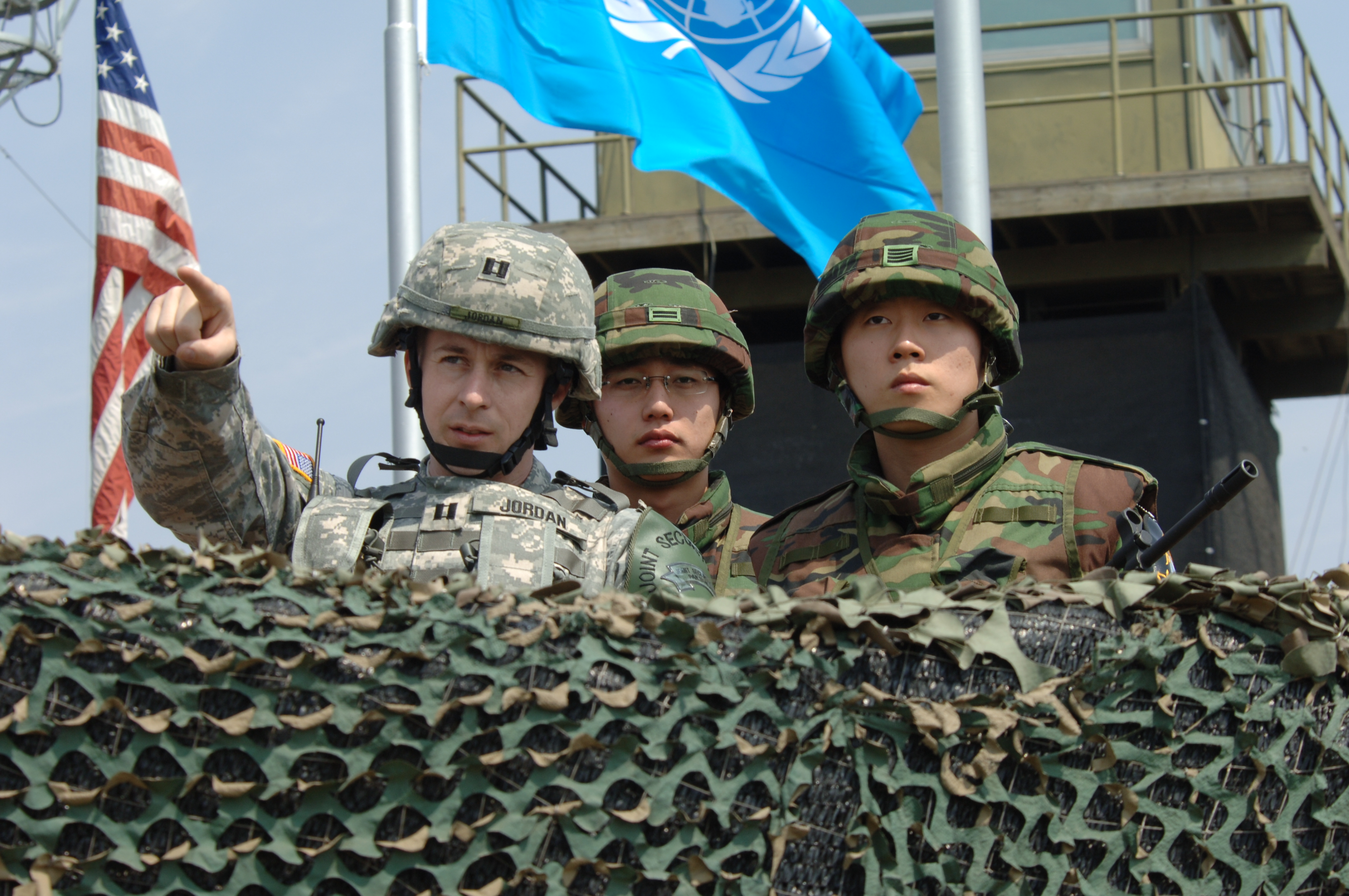
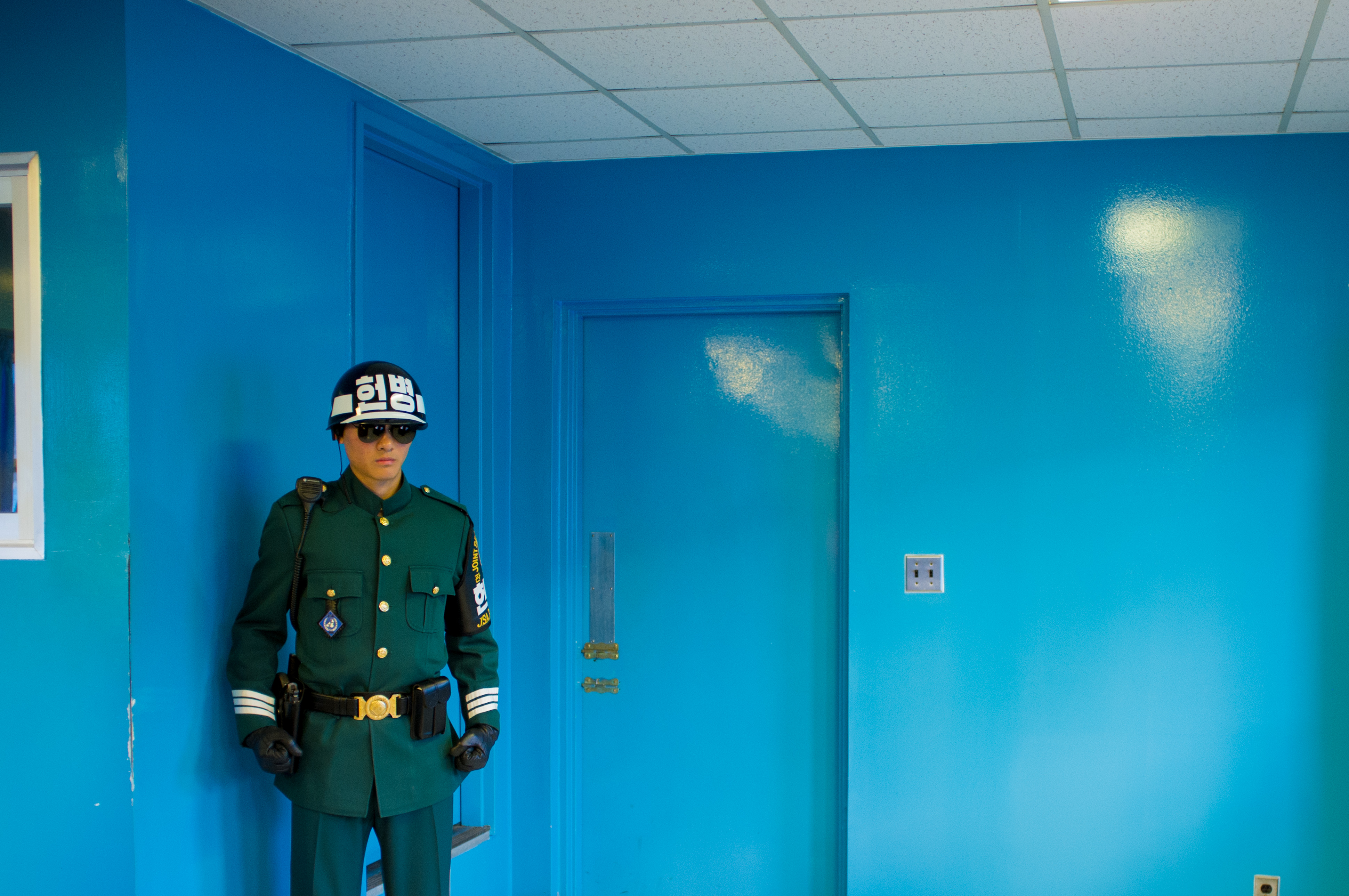
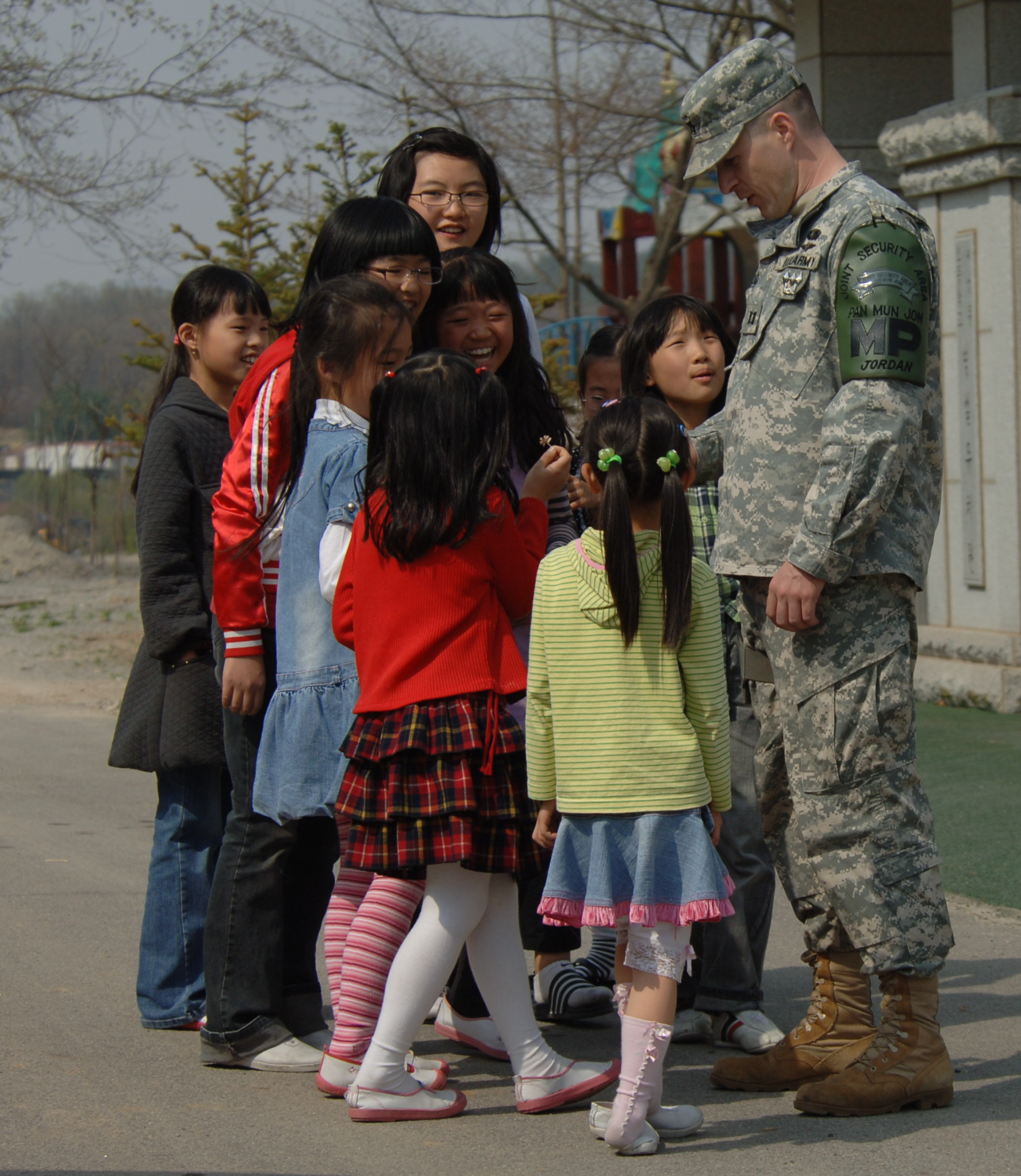
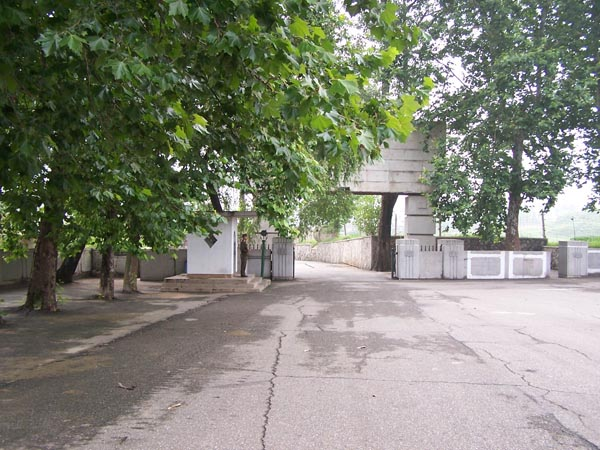
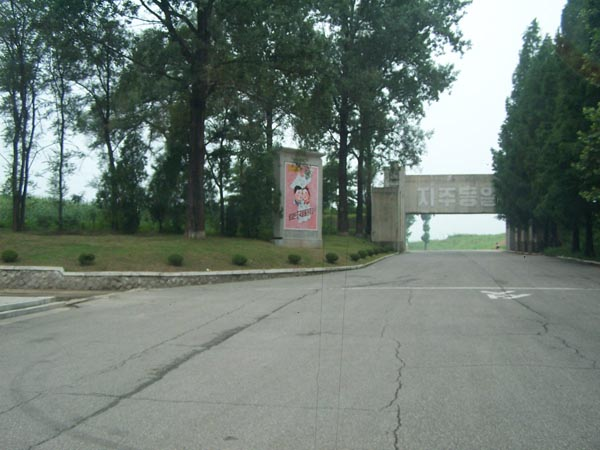
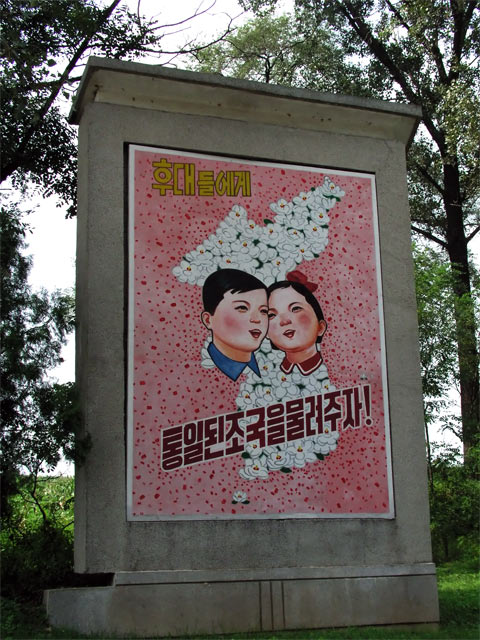
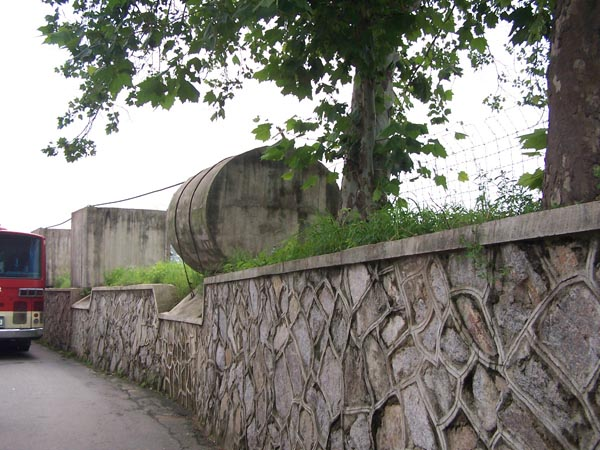
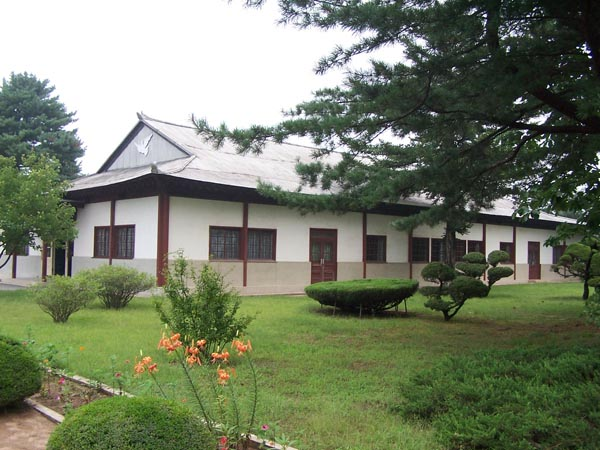